# Rösti

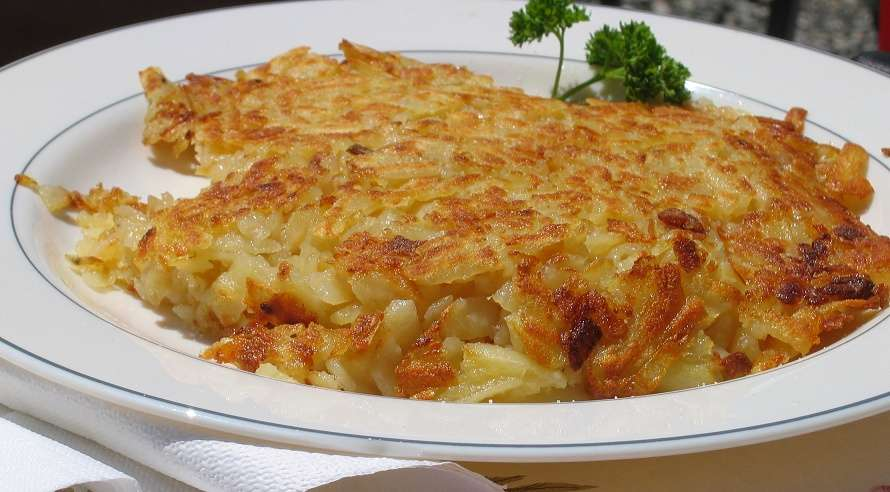
Rösti

Rösti (roesti) – szwajcarskie placki ziemniaczane; potrawa narodowa. Przygotowywane z podgotowanych, grubo startych ziemniaków, bardzo często ze stopionym
serem na wierzchu, kiełbasą lub jajkiem. Placek zazwyczaj jest wielkości całej patelni. Rösti mogą być też dodatkiem do dania zasadniczego.